# Olivier Métra

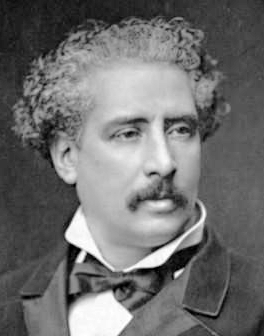
Olivier Métra

Jules Louis Olivier Métra (* 2. Juni 1830 in Reims; † 22. Oktober 1889 in Paris) war ein französischer Komponist und Dirigent.

## Leben und Wirken
Der Sohn des Schauspielers Jean Baptiste Métra stand bereits als Kind mit seinem Vater auf der Bühne. 1842 debütierte er am Pariser Théâtre Comte. Daneben erlernte er autodidaktisch das Violinspiel und leitete neunzehnjährig das Orchester bei einem Ball am Boulevard Rochechouart. Auf Anraten eines Orchestermusikers besuchte er daneben Kurse von Antoine Elwart am Pariser Konservatorium, wo er einen ersten Preis im Fach Harmonielehre erhielt.
Ab 1855 leitete er das Orchester des Bal Mabille. In dieser Zeit entstanden viele seiner Walzer, die ihm zu großer Popularität verhalfen, wie Le Tour du Monde, Valse des Roses, Gambrinus, La Nuit und La Sérénade. Von 1872 bis 1877 war er Orchesterchef an den Folies Bergère, für die er mehrere Ballette komponierte, darunter Les Volontaires. Daneben leitete er 1874–76 die Opernbälle an der La Monnaie in Brüssel.
1877 engagierte ihn Henri Halenzier-Dufreynoy, der Direktor der Pariser Oper, gemeinsam mit Johann Strauss als Dirigent des Opernballs. 1878 komponierte er im Auftrag Halenziers das japanische Ballett Yedda, das im Januar 1879 mit großem Erfolg aufgeführt wurde.
1885 gründete er im Palais Vivienne die Soirées Métra, die aus Promenadenkonzerten, Bällen und den Mittwoch- und Samstag-Nacht-Festen bestanden. 1888 erschien am Théâtre des Bouffes-Parisiens seine Operette Le Mariage avant la Lettre nach einem Libretto von Alphonse Jaime und Georges Duval.
Neben Walzern und Operetten komponierte Métra zahlreiche Arrangements von Operetten anderer Komponisten wie Jacques Offenbach, Emile Tédesco, Louis Ganne, Robert Planquette, Charles Lecocq, Edmond Audran und Léon Vasseur. Kompositionen Métras wurden als Filmmusiken u. a. in Ciboulette (von Claude Autant-Lara, 1930) und Les Destinées Sentimentales (von Olivier Assayas, 2000) verwendet.